# آنا فاولا
آنّا فاوِلّا (به ایتالیایی: Anna Favella؛ متولد ۲۱ سپتامبر ۱۹۸۳) بازیگر سینما و تلویزیون اهل ایتالیا است.